# Petronella van Randwijk
Petronella van Randwijk (Utrecht, 14 settembre 1905 – L'Aia, 21 settembre 1978) è stata una ginnasta olandese.

## Palmarès

### Olimpiadi
- 1 medaglia:
  - 1 oro (Amsterdam 1928 nel concorso a squadre)